# Basly
Basly ist eine französische Gemeinde mit 1.043 Einwohnern (Stand: 1. Januar 2022) im Département Calvados in der Region Normandie. Sie gehört zum Arrondissement Caen und zum Kanton Courseulles-sur-Mer. Die Einwohner werden als Basliens bezeichnet.

## Geografie
Basly liegt etwa zehn Kilometer nordwestlich von Caen. Umgeben wird die Gemeinde von Bény-sur-Mer in nördlicher und nordwestlicher Richtung, Douvres-la-Délivrande im Nordosten, Plumetot im Osten, Anguerny im Südosten, Colomby-sur-Thaon im Süden, Thaon im Südwesten sowie Fontaine-Henry im Westen.

## Bevölkerungsentwicklung
| Jahr                             | 1793 | 1836 | 1876 | 1926 | 1946 | 1968 | 1990 | 2008 | 2016 |
| Einwohner                        | 511  | 466  | 389  | 202  | 241  | 272  | 633  | 943  | 1128 |
| Quelle: Cassini, EHESS und INSEE |      |      |      |      |      |      |      |      |      |

## Sehenswürdigkeiten
- Kirche Saint-Georges aus dem 12. Jahrhundert, Glockenturm als Monument historique klassifiziert

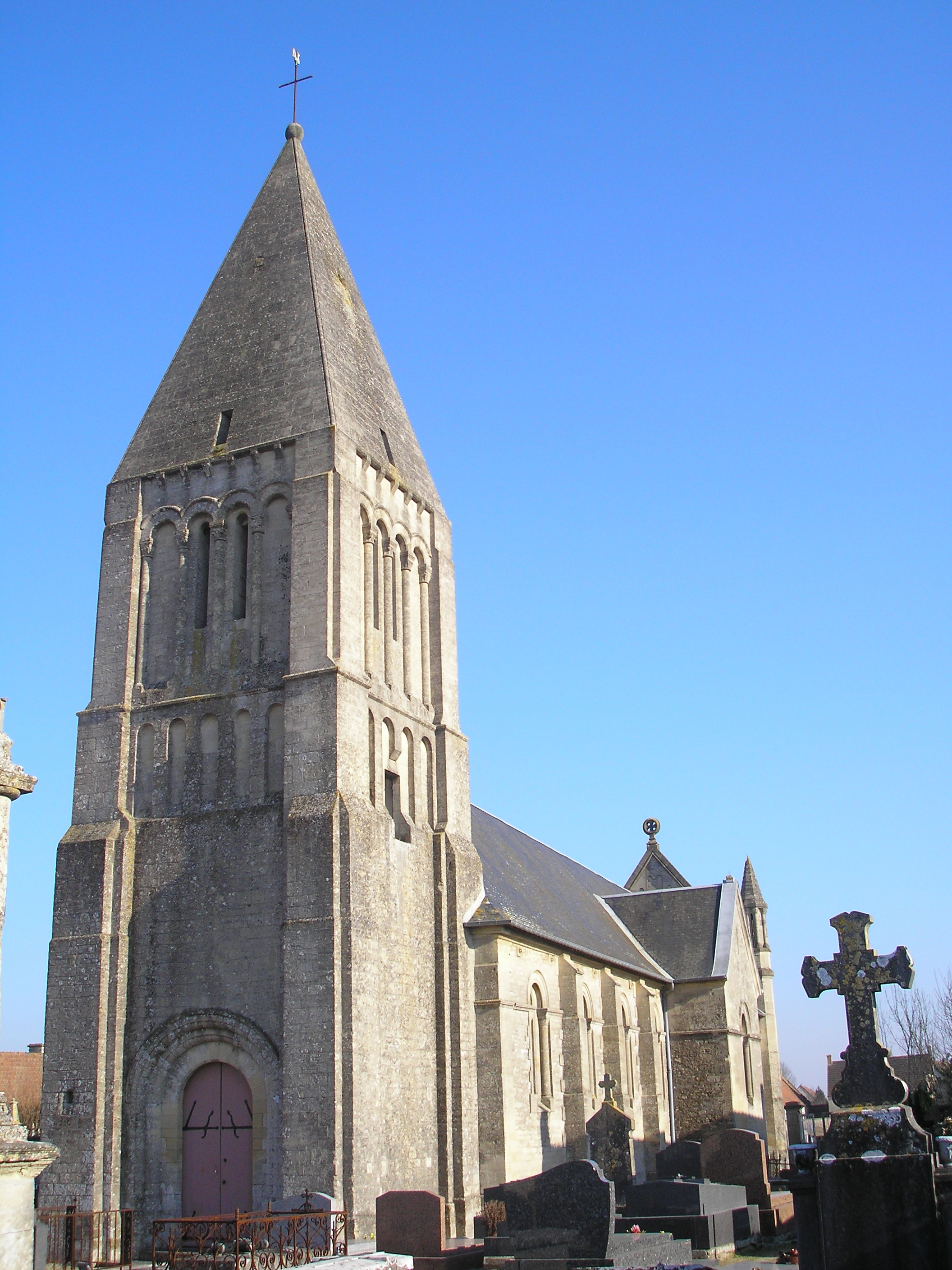
Kirche Saint-Georges

- Lavoir (Waschhaus)